# Kurska prevlaka
Kurska prevlaka (litvanski: Kuršių nerija, ruski: Куршская коса, njemački: Kurische Nehrung, poljski: Mierzeja Kurońska) je 98 km duga, uska, pješčana prevlaka (poluotok), koja odvaja Kurski zaljev od Baltičkog mora. Njen južni dio pripada Kalinjingradskoj oblasti (Rusija), a sjeverni dio jugozapadnoj Litvi.  
Od 2000. god., Kurska prevlaka je upisana na UNESCO-ov popis mjesta svjetske baštine u Europi kao "izvanredan primjer tradicionalnog naselja, kulture iskorištavanja tla i mora (...), te ljudske interakcije s okolišem, osobito onda kada je postao ranjiv zbog nepovratnih promjena".

## Zemljopis
Kurska prevlaka se proteže od Sambijskog poluotoka na jugu do tjesnaca kod grada Klaipėde, koji se nalazi s druge strane tjesnaca, na glavnom litvanskom kopnu. 
Sjevernih 52 km pripada Litvi, dok ostatak pripada Rusiji, nalazi se u Kalinjingradskoj oblasti. 
Širina prevlake varira: od 400 m u Rusiji, blizu sela Lesnoja do 3800 m u Litvi, sjeverno od Nide.

## Povijest
Prema baltskoj mitologiji, Kursku prevlaku je stvorila snažna djevojka, Neringa, koja se igrala na morskoj obali. Ovo dijete se pojavljuje i u nekim drugim mitovima (u nekima je prikazana kao snažna mlada žena, kao ženska inačica grčkog Herakla).
Kurska prevlaka je nastala prije 5000 godina. Od približno 800. godine do 1016., bila je mjestom Kaupa, glavnog poganskog trgovačkog središta, koje do danas još nije iskopano.
Teutonski vitezovi su zauzeli područje u 13. stoljeću, sagradivši svoje dvorce na mjestima današnjih Klaipede (nazvavši ju Memel) 1252., Gurjevska (nazvavši ga Neuhausen) 1283. i Rybača (nazvavši ih Rositten) 1372.).
U 16. stoljeću je započelo novo razdoblje oblikovanja dine. Odšumljavanje ove prevlake zbog pretjerane ispaše i sječe stabala te izgradnje brodića za potrebe opsade Kalinjingrada (tada pruskog Königsberga 1757. dovelo je do toga da su dine se raširile po cijeloj prevlaci, prekrivši cijela sela. 
Upozorena ovim problemima, Pruska vlada je bila pokroviteljem velikih revegetacijskih i pošumiteljskih zahvata, s kojima se započela 1825. Zahvaljujući ovim zahvatima, veći dio ove prevlake je pošumljen. 
Stoljećima prije, Kursku prevlaku su nastanjavali Kuronci, baltičko pleme; na jugu je bila značajna njemačka, a na sjeveru značajna litvanska manjina. Kuroncima je broj značajno opao zbog asimiliranja i inih razloga: danas ih skoro uopće nema , pretpostavlja se da su već do 1945. nestali, kada je prevlaka postala sasvim naseljena Nijemcima. 
Do 20. stoljeća, većina stanovništva je živjela od ribarstva.
Nakon raspada SSSR-a, turizam je procvjetao, brojni Nijemci, većinom potomci bivših stanovnika ovog područja, izabrali su Kursku prevlaku (posebice Nidu, budući vize nisu potrebne Nijemcima pri posjetu Litvi) kao njihovo odredište za praznike.
Od 2002. do 2005., mjesni ljubiteli prirode u Kalinjingradskoj oblasti i u Litvi su prosvjedovali protiv Lukoilovih planova vađenja nafte na naftnom polju D6 (koje se nalazi u ruskom pomorju, 22,5 km od Kurske prevlake) zbog velike ekološke opasnosti po okoliš i turizam što bi ju napravio izljev nafte.
Ove zabrinutosti nisu naišle na razumijevanje kod ruske vlade. Litvanska vlada podupire ekološka nastojanja, budući se nalazište nafte nalazi samo 4 km od litvanskog pomorja, tim više što tamošnja morska struja ide prema sjeveru, što bi značilo da bi litvansko priobalje pretrpilo veliko zagađenje u slučaju izljeva nafte. Ipak, protivljenje vađenju nafte na polju D6 nije naišlo na veliku međunarodnu potporu, pa su naftne platforme krenule s radom 2005. godine.

## Trenutačno stanje
Kurska prevlaka je dom najvećim pokretnim pješčanim dinama u Europi. Prosječne su visine 35 m, a pojedine dosežu visinu i od 60 m.
Najveći grad na prevlaci je Nida, omiljeno blagdansko odmaralište u koje često dolaze litvanski i njemački turisti. Sjeverna obala Kurske prevlake je puna plaža za turiste. I ruska i litvanska strana prevlake su nacionalni parkovi (npr. Nacionalni park Kuršių Nerija).
Naselja na Kurskoj prevlaci (od sjevera prema jugu) su:
- Smiltynė
- Alksnynė
- Juodkrantė
- Pervalka
- Preila
- Nida
- Morskoe
- Rybachy
- Lesnoye

Prvih šest je na litvanskom dijelu, a preostala tri su na ruskom dijelu. 
Upravno, ruski dio Kurske prevlaka pripada Zelenogradskom okrugu Kalinjingradske oblasti, dok je litvanski komad podijeljen između grada Klaipede i općine Neringe.
Jedna je cesta koja prolazi kroz cijelu Kursku prevlaku. Na ruskoj strani vodi do Zelenogradska, a na litvanskoj do Smiltynė. Prevlaka nije suhozemnim putem povezana s ostatkom Litve. Trajekti održavaju prometnu vezu između Smiltynė na prevlaci i lučkog grada Klaipede.  
Od 2000., Kurska prevlaka je na UNESCO-ovom popisu, pod kulturnim kriterijem "V" (izvanredni primjer tradicionalnog ljudskog naselja, korištenja zemlje ili mora, što predstavlja kulturu..., ili ljudsku interakciju s okolišem, posebno kada je postao ranjiv pod utjecajem nepovratnih promjena).

## Ekološki problemi
Postoje raznorazni ekološki problemi u svezi s Kurskom prevlakom, inače prikazivanom kao utočištem nedirnute prirode.
Zbog važnosti turizma i ribarstva za lokalno gospodarstvo, morsko i obalno zagađenje moglo bi imati katastrofalne učinke na ovo područje, jer bi i jedinstvena priroda i gospodarstvo mogli biti ugroženo.
Izgradnja naftne platforme na nalazištu D6 u ruskom pomorju, 22,5 km od obale Kurske prevlake (exact location  Arhivirana inačica izvorne stranice od 27. rujna 2007. (Wayback Machine))) 2005. poteglo je mogućnost možebitnih naftnih izljeva.
Drugi problem je što rastući turizam uništava samu prirodu, koja je nositelj istoga. Iz ovog razloga, poduzete su različite mjere, kao što je zabrana turističkih obilazaka na određenim mjestima na prevlaci.
Prirodne nepogode opasnije su na Kurskoj prevlaci, nego igdje drugdje u Litvi ili u Kalinjingradskoj oblasti. Oluje su snažnije ovdje zbog važnosti stabala u sprječavanju erozije tla, a ljetnji šumski požari stoga su i opasniji po prirodu.

## Vanjske poveznice
- Nacionalni park Kuršių Nerija  Arhivirana inačica izvorne stranice od 11. svibnja 2021. (Wayback Machine) (u Litvi)
- Nacionalni park Kuršskaja Kosa  Arhivirana inačica izvorne stranice od 20. listopada 2007. (Wayback Machine) (u Rusiji)
- Biološka postaja Rybači, Rus. akademija znanosti